# Biathlon ai XXIII Giochi olimpici invernali
Le gare di biathlon ai XXIII Giochi olimpici invernali di Pyeongchang in Corea del Sud si sono svolte dal 10 al 23 febbraio 2018 nel centro di biathlon di Alpensia nella località di Daegwallyeong. Si sono disputate undici competizioni, cinque maschili e altrettante femminili, nelle discipline di sprint, inseguimento, individuale, partenza in linea e staffetta. Oltre a queste gare è stata inoltre disputata la staffetta mista.

## Qualificazioni
Un totale di 230 atleti, 155 uomini e 155 donne, si qualificheranno ai Giochi olimpici. Il ranking per nazioni della Coppa del Mondo di biathlon 2017 assegnerà 218 quote di partecipazione mentre i restanti dodici posti, sei per ogni sesso, verranno assegnati in seguito alla Coppa del Mondo di biathlon 2018.

## Calendario
| Uomini |               | 10 km sprint | 12,5 km inseguimento |   |                   | 20 km individuale |   |                    | 15 km mass start |   |                             |   |                  | Staffetta 4x7,5 km | 5  |
| Donne  | 7,5 km sprint |              | 10 km inseguimento   |   | 15 km individuale |                   |   | 12,5 km mass start |                  |   |                             |   | Staffetta 4x6 km |                    | 5  |
| Misto  |               |              |                      |   |                   |                   |   |                    |                  |   | Staffetta 2x6 km + 2x7,5 km |   |                  |                    | 1  |
| Totale | 1             | 1            | 2                    | 0 | 1                 | 1                 | 0 | 1                  | 1                | 0 | 1                           | 0 | 1                | 1                  | 11 |

## Nazioni partecipanti
Le seguenti nazioni parteciperanno alle gare di biathlon ai XXIII Giochi olimpici invernali:
- Austria (11)
- Bielorussia (10)
- Bulgaria (10)
- Canada (10)
- Corea del Sud (5)
- Estonia (5)
- Finlandia (10)
- Francia (12)
- Germania (12)
- Giappone (5)
- Italia (11)
- Kazakistan (10)
- Lettonia (2)
- Lituania (4)
- Norvegia (11)
- Polonia (5)
- Rep. Ceca (11)
- Romania (5)
- Atleti Olimpici dalla Russia (11)
- Slovacchia (10)
- Slovenia (7)
- Stati Uniti (10)
- Svezia (10)
- Svizzera (10)
- Ucraina (11)

## Podi

### Uomini
| Evento                             | Oro                                                                      | Tempo     | Argento                                                                          | Tempo     | Bronzo                                                        | Tempo     |
| 10 km sprint (dettagli)            | Arnd Peiffer                                                             | 23'38"8   | Michal Krčmář                                                                    | 23'43"2   | Dominik Windisch                                              | 23'46"5   |
| 12,5 km inseguimento (dettagli)    | Martin Fourcade                                                          | 32'51"7   | Sebastian Samuelsson                                                             | 33'03"7   | Benedikt Doll                                                 | 33'06"8   |
| 20 km individuale (dettagli)       | Johannes Thingnes Bø                                                     | 48'03"8   | Jakov Fak                                                                        | 48'09"3   | Dominik Landertinger                                          | 48'18"0   |
| 15 km partenza in linea (dettagli) | Martin Fourcade                                                          | 35'47"3   | Simon Schempp                                                                    | 35'47"3   | Emil Hegle Svendsen                                           | 35'58"5   |
| Staffetta 4x7,5 km (dettagli)      | Svezia Peppe Femling Jesper Nelin Sebastian Samuelsson Fredrik Lindström | 1:15'16"5 | Norvegia Lars Helge Birkeland Tarjei Bø Johannes Thingnes Bø Emil Hegle Svendsen | 1:16'12"0 | Germania Erik Lesser Benedikt Doll Arnd Peiffer Simon Schempp | 1:17'23"6 |

### Donne
| Evento                               | Oro                                                                            | Tempo     | Argento                                                      | Tempo     | Bronzo                                                                   | Tempo     |
| 7,5 km sprint (dettagli)             | Laura Dahlmeier                                                                | 21'06"2   | Marte Olsbu                                                  | 21'30"4   | Veronika Vítková                                                         | 21'32"0   |
| 10 km inseguimento (dettagli)        | Laura Dahlmeier                                                                | 30'35"3   | Anastasija Kuz'mina                                          | 31'04"7   | Anaïs Bescond                                                            | 31'04"9   |
| 15 km individuale (dettagli)         | Hanna Öberg                                                                    | 41'07"2   | Anastasija Kuz'mina                                          | 41'31"9   | Laura Dahlmeier                                                          | 41'48"4   |
| 12,5 km partenza in linea (dettagli) | Anastasija Kuz'mina                                                            | 35'23"0   | Dar"ja Domračava                                             | 35'41"8   | Tiril Eckhoff                                                            | 35'50"7   |
| Staffetta 4x6 km (dettagli)          | Bielorussia Nadzeja Skardzina Iryna Kryŭko Dzinara Alimbekava Dar"ja Domračava | 1:12'03"4 | Svezia Linn Persson Mona Brorsson Anna Magnusson Hanna Öberg | 1:12'12"1 | Francia Anaïs Chevalier Marie Dorin Habert Justine Braisaz Anaïs Bescond | 1:12'21"0 |

### Misti
| Evento                                 | Oro                                                                      | Tempo     | Argento                                                                     | Tempo     | Bronzo                                                            | Tempo     |
| Staffetta 2x6 km + 2x7,5 km (dettagli) | Francia Marie Dorin Habert Anaïs Bescond Simon Desthieux Martin Fourcade | 1:08'34"3 | Norvegia Marte Olsbu Tiril Eckhoff Johannes Thingnes Bø Emil Hegle Svendsen | 1:08'55"2 | Italia Lisa Vittozzi Dorothea Wierer Lukas Hofer Dominik Windisch | 1:09'01"2 |

## Medagliere
| Pos.   | Paese       | Oro | Argento | Bronzo | Totale |
| ------ | ----------- | --- | ------- | ------ | ------ |
| 1      | Germania    | 3   | 1       | 3      | 7      |
| 2      | Francia     | 3   | 0       | 2      | 5      |
| 3      | Svezia      | 2   | 2       | 0      | 4      |
| 4      | Norvegia    | 1   | 3       | 2      | 6      |
| 5      | Slovacchia  | 1   | 2       | 0      | 3      |
| 6      | Bielorussia | 1   | 1       | 0      | 2      |
| 7      | Rep. Ceca   | 0   | 1       | 1      | 2      |
| 8      | Slovenia    | 0   | 1       | 0      | 1      |
| 9      | Italia      | 0   | 0       | 2      | 2      |
| 10     | Austria     | 0   | 0       | 1      | 1      |
| Totale | Totale      | 11  | 11      | 11     | 33     |